# Plectrocnemia brevis
Plectrocnemia brevis är en nattsländeart som beskrevs av Mclachlan 1871. Plectrocnemia brevis ingår i släktet Plectrocnemia och familjen fångstnätnattsländor. Utöver nominatformen finns också underarten P. b. gracilligonopoda.